# マルーシャ・チュラーイ
マルーシャ・チュラーイ（ウクライナ語：Маруся Чурай；1625年? - 1653年）は、フメリニツキーの乱時代のウクライナ歌手・詩人である。多数のウクライナ民謡の作者とされる。「ウクライナのサッフォー」とも呼ばれる。マリヤ・チュラーイ、マルーシャ・チュライーヴナとも。

## 概要
伝承によれば、マルーシャ・チュラーイは1625年にポルターヴァ町に生まれた。父のホルディーイ・チュラーイはコサックの百人隊隊長であったが、1638年にポーランド・リトアニア連合に対するコサックの叛乱に参加して捕虜となり、敵によってワルシャワで火刑された。
マルーシャが幼い頃より非常に美しかったので、男性からのプロポーズは後を絶たなかった。若いコサック、イヴァーン・イースクラはマルーシャのことを熱愛していたが、彼女に振られっぱなしであった。マルーシャ自身はポルターヴァのコサック旗手官の息子、フルィーツィ・ボブレーンコを愛し、後と密かに婚約した。
1648年にフメリニツキーの乱が勃発すると、フルィーツィはコサック軍とともに出陣し、戦いから帰ったら挙式すると約束した。マルーシャは彼を4年間を待ちつけた。しかし、4年後に帰陣したフルィーツィはマルーシャのことを忘れ、裕福なコサックの息女ハンナと恋に落ちた。裏切られたマルーシャは自殺をはかり、現地の呪い師を訪れて毒薬を買った。帰宅したところ、突然フルィーツィが現れ、マルーシャと会話し始めた。話途中で彼はマルーシャの薬をうっかり飲んで毒死した。
1652年の夏にポルターヴァ町の裁判は、殺人の疑いによりマルーシャに死刑の判決を言いわたした。しかし、死刑実行の前にイヴァーン・イースクラがコサックの首領ボフダン・フメリニツキーからの赦免状を持参し、マルーシャは「父の功労、ならび自作の歌がために」恩赦された。
罪滅ぼしのためにマルーシャはキエフの聖地を行脚したが、自分で恋人を殺した悲しみのあまりに1653年に28歳で死去した。
マルーシャ・チュラーイはウクライナ民謡の発展に大きく貢献した人物とされる。彼女の歌と生涯を描いた文学作品はウクライナの中学校・高等学校などで勉強の対象となっている。

## 著名な歌
| 『風が吹く』                                   | Віють вітри             |
| 『行かないでよ、フルィーツィさん』             | Ой, не ходи, Грицю      |
| 『フルィーツィさん、フルィーツィさん、働けば』 | Грицю, Грицю, до роботи |
| 『岸に鳩がいる』                               | Сидить голуб на березі  |
| 『コサックは口笛を吹いて』                     | Засвистали козаченьки   |
| 『山から車が駆け落ちた』                       | Котилися вози з гори    |
| 『恋人は山を歩いた』                           | Ішов милий горонькою    |

## 人物像
- 1834年：『魔女』（Чарівниця） - レウ・ボロヴィコーウシクィイ（ウクライナ語版）著の歴史物語詩。
- 1854年：『毒薬』（Розмай） - ステパーン・ルダーンィクィイ（ウクライナ語版）著の歴史物語詩。
- 1867年：『マルーシャ・チュラーイ』（Маруся Чурай） - フルィホーリイ・ボラコーウシクィイ（ウクライナ語版）著のドラマ。
- 1876年：『行かないでよ、フルィーツィさん』 （Ой не ходи, Грицю） - ヴォロディームィル・オレクサーンドロウ（ウクライナ語版）著の軽歌劇。
- 1887年：『遊びに行かないでよ、フルィーツィさん』（Ой, не ходи, Грицю, та й на вечорниці ） -  ムィハーイロ・スタルィーツィクィイ（ウクライナ語版）著のドラマ。
- 1887年：『ウクライナ歌作りのマルーシャ・チュラーイ』 （Маруся Чурай, українська піснетворка） - フルィホーリイ・ボラコーウシクィイ（ウクライナ語版）のドラマ。
- 1896年： 『マルーシャ・チュライーヴナ』（Маруся Чураївна） - ヴォロディームィル・オレクサーンドロウ（ウクライナ語版）著のドラマ。
- 1978年： 『遊びに行かないでよ、フルィーツィさん』（Ой, не ходи, Грицю, та й на вечорниці） -  ロスティスラーウ・スィニコー（ウクライナ語版）監督の映画。
- 1979年：『マルーシャ・チュラーイ（小説）（ウクライナ語版）』（Маруся Чурай） - リナ・コステーンコ（英語版）　著の歴史物語詩。
- 2006年：ポルターヴァにおいて建設されたマルーシャ・チュラーイ銅像。

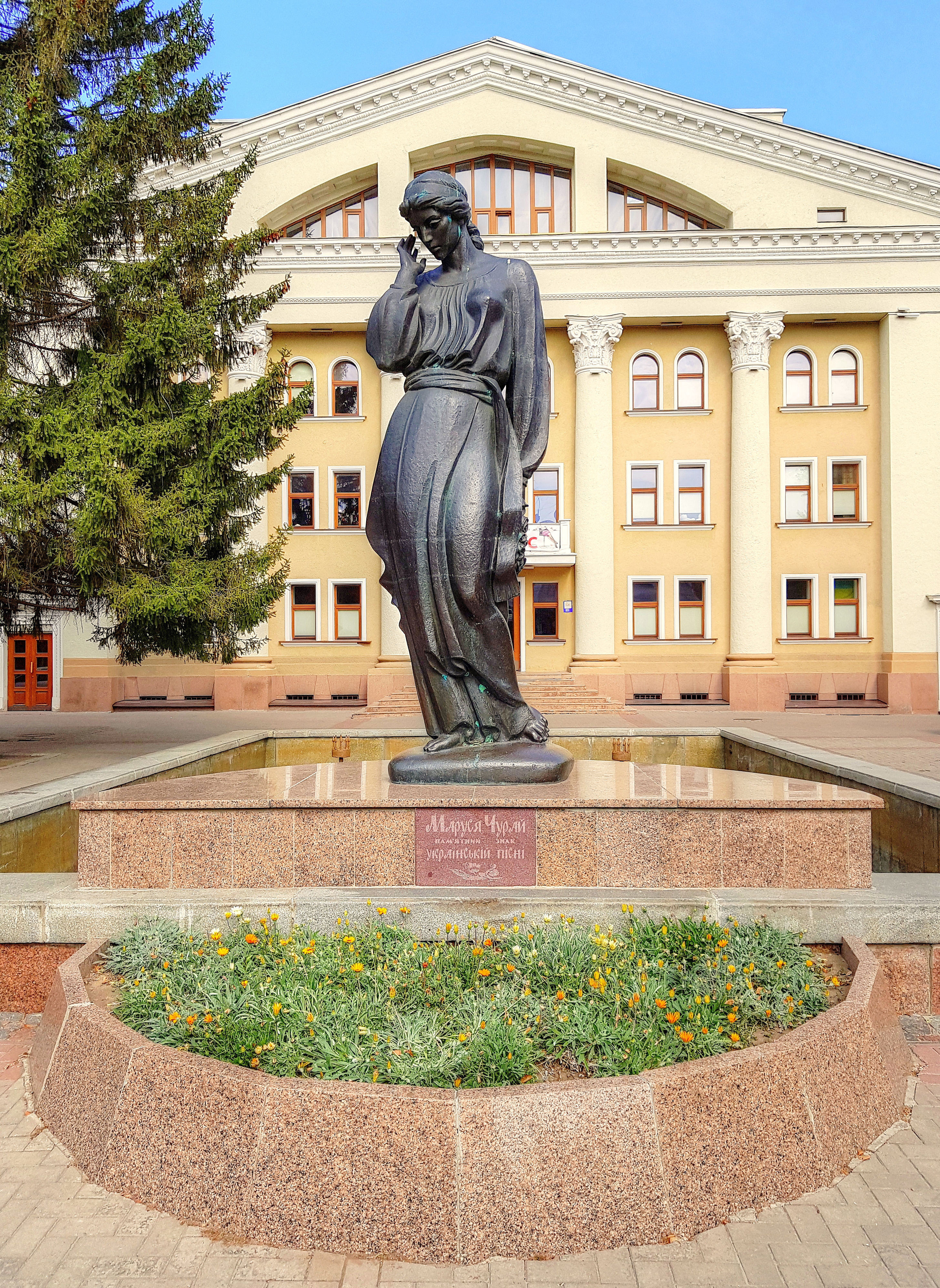
マルーシャ・チュラーイの記念碑 (ポルタヴァ)

## 関連記事
- サッポー
- 出雲阿国
- ウクライナの民族音楽（英語版）
- ウクライナ・コサック
- 「Yes, My Darling Daughter（英語版）」- 原曲の「行かないでよ、フルィーツィさん」をアメリカ人歌手ダイナ・ショアによって英語歌詞で歌われた曲